# Kościół Matki Bożej Różańcowej w Mielnie
Kościół Matki Bożej Różańcowej w Mielnie – katolicki kościół filialny zlokalizowany we wsi Mielno w gminie Węgorzyno, w powiecie łobeskim (województwo zachodniopomorskie). Jest filią parafii św. Jana Chrzciciela w Sielsku.

## Historia i architektura
Murowany w konstrukcji ryglowej kościół powstał na przełomie XVII i XVIII wieku z fundacji rodziny Wedlów. Jest budowlą salową, sytuowaną na planie prostokąta, z trójbocznie zamkniętym prezbiterium. Okna i portal wejściowy mają kształt prostokątny. Przy zachodniej ścianie kościoła dostawiona jest wolnostojąca wieża dzwonna w konstrukcji drewnianej, nakryta hełmem. Obok kościoła znajduje się cmentarz, otoczony drewnianym płotem.
Wnętrze kościoła nakrywa belkowany strop drewniany, wsparty na dwóch drewnianych kolumnach. Nad wejściem znajduje się wsparta na dwóch słupach drewniana empora chórowa. Zachował się neogotycki ołtarz w formie tryptyku, w którym wstawiona jest współczesna rzeźba Matki Boskiej.
Po II wojnie światowej kościół został konsekrowany jako świątynia katolicka w dniu 14 października 1945 roku przez ks. Franciszka Jastrzębskiego.